# Karel 5 (restaurant)
Karel 5 is een restaurant in de Nederlandse stad Utrecht. De eetgelegenheid opende in 1999 en had van 2005 tot 2013 een Michelinster. Onder chef-kok Leon Mazairac is het restaurant op 23 april 2023 opnieuw onderscheiden met een ster.

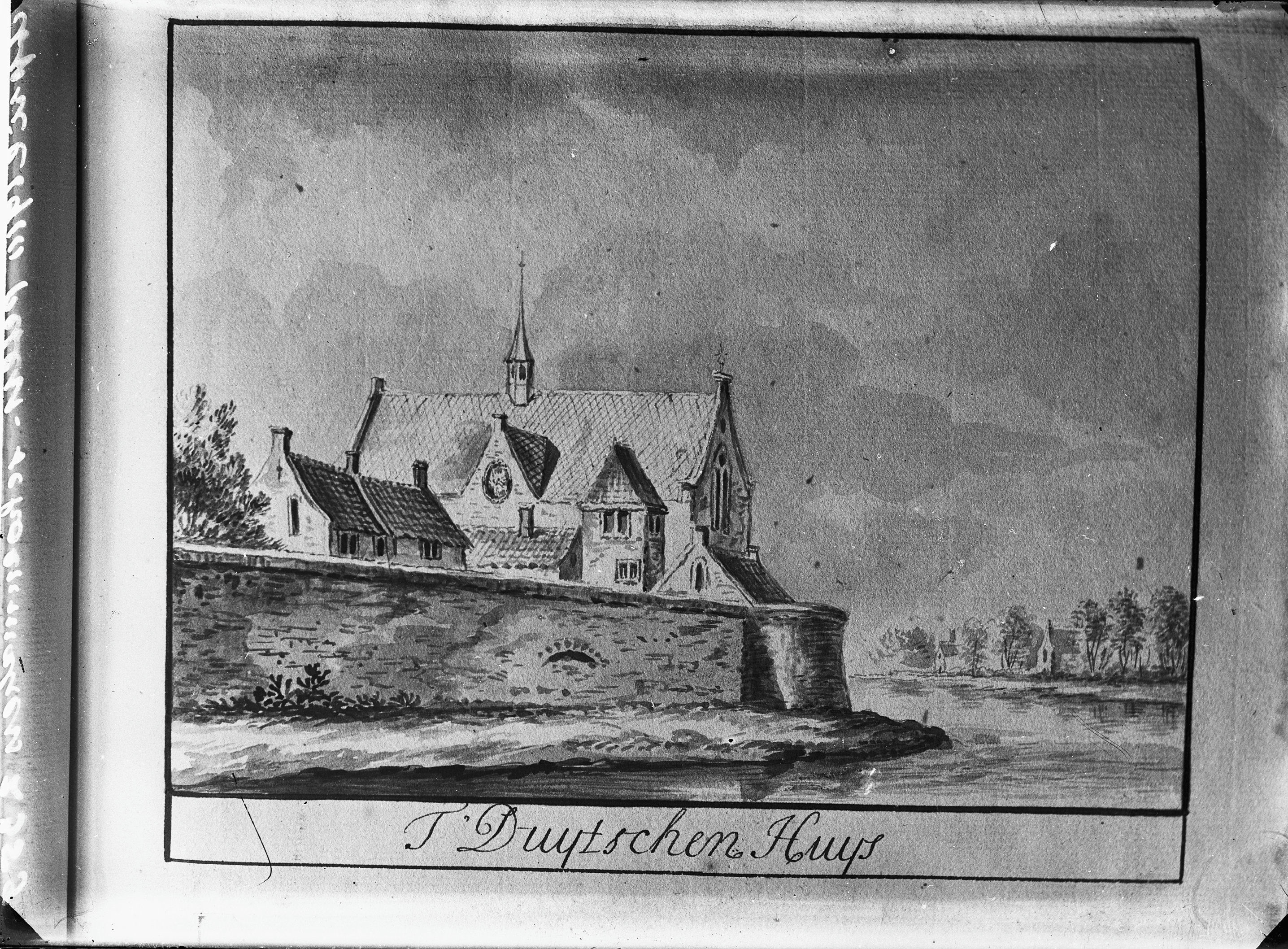
Duitse Huis

## Locatie
Het restaurant is gevestigd in het gelijknamige hotel. Het gebouw is een rijksmonument, het zogenaamde Duitse Huis. Het eeuwenoude pand kreeg zijn naam van de "Hospitaalorde van St.-Marie der Duitsers", beter bekend als de Duitse Orde, een ridderorde welke hier gevestigd was. Het klooster werd gebouwd in 1348. De ridders bleven er tot de napoleontische tijd, toen zij onder druk van onteigening het pand verkochten aan de staat. Nadien werd het verbouwd tot militair ziekenhuis. Als zodanig deed het dienst tot 1990. Na een uitgebreide renovatie keerde de Duitse Orde in 1995 terug in een deel van het complex. De rest werd verbouwd tot een luxe hotel, dat open ging in 1999.

## Geschiedenis
Karel 5, voorheen bekend als Grand Restaurant Karel V, opende in 1999. Zes jaar later is het restaurant voor het eerst onderscheiden met een Michelinster. De chef-koks in de periode waren Jerry Bastiaan (2005-2007) en Jeroen Robberegt (2007-2013). In oktober 2020 werd Leon Mazairac de chef-kok.
De eetgelegenheid stond in 2022 in de top 100 van beste restaurants van Nederland van de culinaire gids Lekker, op plaats 96. In 2022 had Karel 5 15 van de 20 punten in de GaultMillau-gids, een jaar later steeg het naar 16 punten. Tijdens de uitreiking van de Michelinsterren voor 2023 is Karel 5 opnieuw onderscheiden met een Michelinster.